# Генрих II Набожный
Ге́нрих II На́божный (Благочести́вый), (пол. Henryk II Pobożny; ок. 1196 (от 1193 до 1204) — 9 апреля 1241), сын Генриха I Бородатого. В 1238 — 1241 годах князь-принцепс Польши (князь Краковский), в  1238 — 1241 годах — князь Нижней Силезии (Вроцлава) и Великой Польши. В 1238 — 1239 годы был регентом Сандомира и Верхней Силезии.
Возглавлял десятитысячную польскую армию в битве под Легницей 9 апреля 1241 года. Поляки потерпели поражение, а сам он был убит монголами. Его голову насадили на копьё и принесли к воротам города.

## Биография

### Наследник. Соправитель
Генрих II был вторым сыном князя-принцепса Польши и князя Вроцлавского Генриха I Бородатого и Ядвиги Силезской (позже известной как Святая Ядвига, канонизирована в 1267 году). Его старший брат Болеслав умер в 1206 году, а в 1213 году во время охоты погиб младший брат Конрад Кучерявый, оставив Генриха единственным наследником своего отца. Ряд авторов считает, что Генрих в 1213 году участвовал вместе с младшим братом Конрадом в битве под Студницей.  Около 1218 года его отец устроил брак Генриха с принцессой Анной, дочерью короля Чехии Пржемысла Отакара I. Этот союз с королевской династией Пржемысловичей позволил Генриху II активно участвовать в международной политике.
В 1222 году Генрих I назначил сына своим соправителем, и Генрих II начал подписывать документы вместе с отцом. Когда в 1227 году во время встречи польских князей в Гонсаве Генрих Бородатый оказался серьёзно ранен, роль Генриха II возросла, он фактически управлял делами княжества. В 1229 году Генриха I взял в плен князь Конрад I Мазовецкий, и вновь молодой Генрих II выступил в качестве правящего князя. В течение 1229—1230 годов Генрих II возглавлял военную экспедицию по возвращению утраченных ранее владений в Любушской земле, а в 1233—1234 годах активно поддерживал действия своего отца в Пруссии и Великой Польше, во время войны крестоносцев с пруссами участвовал в основании города Мариенвердер.

### Самостоятельное правление
После смерти в 1238 году Генриха Бородатого, Генрих II Набожный унаследовал Вроцлавское, Великопольское и Краковское княжества с титулом князя-принцепса Польши. Он также получил регентство над Опольско-ратиборским княжеством в Верхней Силезии и Сандомирским княжеством, но уже в 1239 году ему пришлось передать фактическую власть достигшим совершеннолетия Мешко и Владиславу Опольским в Верхней Силезии и Болеславу V Стыдливому в Сандомире.
После смерти Генриха Бородатого Оттон III Бранденбургский завладел крепостью Санток в Великой Польше и задумал захватить Любуш. Генрих II также унаследовал от отца нерешенные споры с Конрадом Мазовецким, Владиславом Одоничем и с церковью  в лице архиепископа Гнезненского Пелки. Ситуация изменилась после смерти Владислава Одонича 5 июня 1239 года, который оставил двух малолетних сыновей, Пшемысла и Болеслава. Генрих II забрал большую часть владений Одонича (включая Гнезно), оставив его сыновьям только Накло и Уйсьце.
Генрих II отказался от традиционного союза своей семьи с императорским домом Гогенштауфенов и поддержал Папу Григория IX, немедленно разрешив тем самым проблемы с церковью . Затем он положил конец своим конфликтам с Конрадом Мазовецким, устроив браки двух своих дочерей с двумя сыновьями Конрада: Гертруды с Болеславом и Констанции с Казимиром Куявским. Решив внутренние проблемы, Генрих II летом 1239 года разбил союзную армию маркграфа Оттона III Бранденбургского и архиепископа Магдебургского Вильбранда фон Казернберга в битве при Любуше и вернул крепость Санток .
Также Генрих покровительствовал монастырям в Генрикуве-Любанском, Тшебнице, и привлекал бенедиктинцев в Кшешув и клариссинцев во Вроцлав.

### Вторжение монголов и смерть
В 1241 году монголы во время своего западного похода «к последнему морю» атаковали Польшу и Венгрию. В январе 1241 года отряд монголов под командованием Байдара вторгся в польские земли. В Малой Польше монголы встретили слабое сопротивление, разгромив и убив почти всю краковскую и сандомирскую знать в битве при Турском 13 февраля, а также в битвах при Торчке и Хмельнике (18 марта).
Разорив Великую и Малую Польши, монголы вторглись в Силезию. Генрих II не стал ждать обещанной помощи от западных правителей и начал собирать уцелевшие войска Малой Польши и свои собственные в Легнице. Европейские правители были заняты борьбой между Священной Римской империей и папой и проигнорировали просьбы Генриха о помощи. Единственными иностранными войсками, присоединившимися к нему, были моравские рыцари, группа французских тамплиеров и рыцари Тевтонского ордена. Войско шурина Генриха II, короля Чехии Вацлава I, осталось в одном дне пути от места сражения, которое произошло 9 апреля 1241 года неподалёку от Легницы. Генрих II был разбит и пал в бою. Голову Генриха насадили на копьё и принесли к воротам Легницы. Позже его обнаженное и обезглавленное тело было опознано матерью по ноге (на ней было шесть пальцев). Был похоронен в Вроцлаве в францисканской церкви Святого Винсента.
В поражении поляков обвинялись европейские монархи, особенно император Фридрих II и король Венгрии Бела IV, которые отказались помочь. Важную роль также сыграло неожиданное отступление из битвы верхнесилезского кузена Генриха Мешко II Опольского, обманутого монголами.

### Оценка
Несмотря на то, что Генрих правил всего три года, он остался в памяти Силезии, Великой Польши и Кракова как совершенный христианский рыцарь, правитель и мученик, чья блестящая карьера была внезапно прервана его ранней смертью. После его смерти линия Силезских Пястов распалась на многочисленные ветви, которые никогда уже не были объединены. Из потомков Генриха II Набожного только его внук Генрих IV Пробус смог претендовать на верховную власть в Польше, а Силезия вскоре попала под влияние соседнего Чешского королевства.
В 1944 году тело Генриха II Набожного пропало без вести после того, как немецкие ученые извлекли его из гробницы для лабораторных исследований; они надеялись доказать, что силезский князь по происхождению был арийцем.
В 2015 году Ассоциация сестер и братьев Генриха Набожного и Анны Легницкой выступила с инициативой канонизации Генриха II. В июне 2017 года Ватикан дал nihil obstat («отсутствуют возражения») на начало процесса беатификации, и Генрих получил титул «Слуги Божьего». Сейчас идет сбор документов, необходимых для подтверждения его святости.

## Семья
Женат с 1214 / 1218 года на Анне Чешской, дочери Пржемысла Оттокара I. У них в браке родилось 10 детей:
- Гертруда[6] (1218/1220 — 1244/1247), жена Болеслава I Мазовецкого
- Болеслав II Лысый (Рогатка) (1220/1225 — 1278) Князь-принцепс Польши в 1241, князь Нижней Силезии (Вроцлав) 1241—1248, князь Легницы в 1248—1278, князь Великой Польши (Гнезно и Познань) в 1241. Муж 1) Гедвиги, дочери Генриха Ангальтского (? — 1259), 2) Эфемии, дочери Самбора II Померанского.
- Констанция[7] (1221/1227 — 1253/1257), жена с 1239 Казимира Куявского
- Мешко (1223/1227 — 1241/1242), князь Любушский
- Генрих III Белый (1222/1230 — 1266), с 1248 года князь вроцлавский. Муж 1) с 1252 Юдиты (1226—1257/1265), дочери Конрада I, князя мазовецкого 2) к 1266 Агнесы, дочери Альбрехта I Саксонского
- Елизавета (1224/1232 — 1265), жена Пшемысла I, князя гнезненского, калишского и познанского
- Конрад I (1228/1231 — 1273/1274), с 1251 года князь глогувский. Муж 1) с 1249 Саломеи (к 1237—1267/1274), дочери Владислава Одонича князя великопольского 2) с 1271/1274 Софии (1258/1261 — 1318), дочери Дитриха Мудрого, маркграфа мейсенского в Ландсберге.
- Владислав (1237—1270), князь-архиепископ Зальцбурга 1265—1270.
- Агнесса[8] (1230/1236 — 1277)
- Ядвига[9] (1238/1241 — 1318)